# Usnisa vijaya dharani
Das Usnisa vijaya dharani (Uṣṇīṣa Vijaya Dhāraṇī) oder Usnisa vijaya dharani Sutra (chinesisch 佛頂尊勝陀羅尼經 / 佛顶尊胜陀罗尼经, Pinyin Foding zunsheng tuoluoni jing, englisch Dharani of the Jubilant Corona/Dharani of Buddha-Corona the Triumphant) ist ein Sutra des esoterischen Buddhismus. Es besteht laut Moriz Winternitz „nur aus einer Reihe von sinnlosen Anrufungen“.

## Name und Inhalt
Das Sutra ist eine Anrufung der „Strahlenden Buddha-Korona“ (Usnisa vijaya, chin. 尊胜佛顶 oder 佛顶尊胜, engl. Jubilant Buddha-Corona/Buddha-Corona the Triumphant). Deren Kräfte sollen das Leben verlängern und von den Leiden des Samsara erlösen können. Unter Ushnisha (Sanskrit, n., उष्णीष, uṣṇīṣa) ist eine Erhebung am Scheitel des Hauptes des Buddha zu verstehen.

## Übersetzungen
Neben den vielen tibetischen und chinesischen Übersetzungen gibt es Übersetzungen in Khotanesische, Uighurische, Tangutische und Mongolische (Phagspa-Schrift). Ins Chinesische wurde es in der frühen Zeit der Tang-Dynastie übersetzt. Die bekannteste Übersetzung ist die des Buddhapala aus der Zeit der Tang-Dynastie. Eines der ältesten Sanskrit-Manuskripte (ein Palmblatt-Manuskript) des Usnisa vijaya dharani in der Gupta-Schrift wurde im Horyuji-Kloster in Japan entdeckt.
In China ist der Text auf vielen alten Dharani-Säulen (chin. tuoluoni jingchuang; engl. Dharani Pillars) der Tang- und Song-Zeit zu finden, wie zum Beispiel auf der Sutren-Säule des Ksitigarbha-Tempels.